# Cosper
Siegfried "Cosper" Cornelius (født 20. april 1911, død 17. juli 2003) var en dansk vittighedstegner.
I starten af 50'erne begyndte Cosper, sammen med Jørgen Mogensen at tegne serien Alfredo under fællespseudonymet MOCO. Cosper trak sig fra serien i midten af 80'erne.